# (437) Rodo
(437) Rodo es un asteroide perteneciente al cinturón de asteroides descubierto el 16 de julio de 1898 por Auguste Honoré Charlois desde el observatorio de Niza, Francia.
Está nombrado por Rodo, una de las oceánidas de la mitología griega.